# 蘇菲·艾利斯-貝斯特
蘇菲·艾利斯-貝斯特（Sophie Ellis-Bextor，1979年4月10日—），英國流行歌曲女歌手，主要擅長混合了主流流行音乐、迪斯可和1980年代電子舞曲風格的樂風。在其歷年的作品中，最暢銷的一首是2001年時所推出的冠軍單曲《舞台上的兇殺案》（Murder on the Dancefloor）。她以標準英音為名，即使歌唱時也維持原有腔調。2020年開創 YouTube 頻道，以有事業的媽媽為主題。

## 生平
蘇菲於1979年4月10日出生於英國倫敦，其母珍娜·艾利斯（Janet Ellis）是一名女演員，父親羅賓·貝斯特（Robin Bextor）則是曾經獲獎的電影導演。2005年與The Feeling 貝斯手Richard Jones 結婚，截至2021年育有5兒子。因患有妊娠毒血症,長子和次子都是早產兒。2019年曾表示是爭取變革獨立團體支持者，父親也曾是黨員。

## 作品

### 專輯
- Read My Lips（2001年，Polydor（寶麗多）發行）
- Shoot From The Hip（2003年，Polydor）
- Trip The Light Fantastic（2007年，Polydor）
- 4th Studio Album（2008年，Polydor）

### 單曲
- Groovejet (If This Ain't Love)（與義大利DJ Cristiano Spiller合作）（2000年，EMI（百代））
- Take Me Home（2001年，Polydor）
- Murder On The Dancefloor（2001年，Polydor）
- Get Over You/Move This Mountain（2002年，Polydor）
- Music Gets The Best Of Me（2002年，Polydor）
- Mixed Up World（2003年，Polydor）
- I Won't Change You（2003年，Polydor）
- Circles (Just My Good Time)（與雙人爵士樂團體Busface合作）（2005年，Polydor）
- Catch You（2007年，Polydor）
- Me And My Imagination（2007年，Polydor）
- Today The Sun's On Us（2007年，Polydor）
- If I Can't Dance （2008年，Polydor）
- Off & On (2008年 , Polydor)

## 外部連結
- （英文）SophieEllisBextor.net Sophie Ellis-Bextor官方網站 （页面存档备份，存于）
- （英文）Sophie Ellis-Bextor（All Music Guide） （页面存档备份，存于）
- Sophie Ellis-Bextor在互联网电影资料库（IMDb）上的資料（英文）